# Häxprocessen i Normandie
Häxprocessen i Normandie var en häxjakt som ägde rum i Normandie i Frankrike 1669-1670. Det var tillsammans med en samtida häxjakt i Guyenne och Bearn Frankrikes sista stora häxjakt. 
Normandie var sedan länge väl känd för sin intensiva häxjakt. Till skillnad från resten av norra Frankrike låg Normandie inte under Parisparlamentet, som drev en återhållsam politik mot häxprocesser, utan under parlamentet i Rouen, som oftast bekräftade de lokala domstolarnas dödsdomar snarare än att upphäva dem. Normandie tillhörde också de regioner i Europa där häxprocesserna riktade sig mot en majoritet manliga offer, ofta herdar. Av de misstänkta i Normandie beräknas två tredjedelar ha varit män, och Rouen godkände 1564-1661 93 av 202 dödsdomar, vilket var exceptionellt många. 
1669 utbröt en stor häxjakt i Normandie. 1669 års häxjakt i Normandie förorsakades av häxjägare med stöd från Rouenparlamentet. 
Rouenparlamentet bekräftade 1670 12 dödsdomar för häxeri. Ytterligare 24 åtalade väntade på domslut när familjerna till de första 12 dödsdömda vände sig direkt till kung Ludvig XIV och bad om benådning. Ludvig XIV, som ville demonstrera sin centralmakt mot det lokala parlamentet, tillmötesgick begäran och omvandlade dödsdomarna till förvisning och återställde deras konfiskerade egendom, trots Rouenparlamentets protester. Detta betraktas som en stor händelse inom fransk häxhistoria och ses som ett exempel på en skeptisk centralmakts seger över lokal häxjaktsiver, ett mönster som gick igenom på många håll i Europa. 
1672 ingrep kungen, genom Jean Baptiste Colbert, på samma sätt mot en stor häxjakt i Guyenne och Bearn, som lydde under parlamenten i Bordeaux och Bearn. De två häxmålen i Normandie 1670 och Guyenne och Bearn 1672 föregick båda Ludvig XIV:s edikt från 1682, där trolldom, magi och häxeri beskrevs som falsk vidskepelse och i fortsättningen endast var straffbart om det kombinerade med giftmord, blasfemi och helgerån. Häxprocesserna dog ut efter detta, även om isolerade fall förekom till 1768. 